# Eballistra lineata
Eballistra lineata är en svampart som först beskrevs av Mordecai Cubitt Cooke, och fick sitt nu gällande namn av R. Bauer, Begerow, A. Nagler & Oberw. 2001. Eballistra lineata ingår i släktet Eballistra och familjen Eballistraceae.   Inga underarter finns listade i Catalogue of Life.